# The Miracle
The Miracle (en español: El milagro) es el decimotercer álbum de estudio de la banda de rock Queen, lanzado el 22 de mayo de 1989 por Capitol en los Estados Unidos, y Parlophone en el Reino Unido.
Los temas del álbum son recurrentes, siendo inspirados en los problemas maritales de Brian May, y el diagnóstico positivo de sida de Freddie Mercury en 1987 (lo cual era un hecho conocido entre los miembros de la banda pero no para el público en general). Fue grabado durante todo el año de 1988. Fue el último álbum de la banda para los años 80 y el último con una foto de la banda en la portada del disco.
El álbum llegó al puesto 1 en las listas del Reino Unido, Austria, Países Bajos, Alemania Federal y Suiza, y el 24 en el Billboard 200 de Estados Unidos, y vendiendo un estimado de 5 millones de copias a nivel mundial, a pesar de que no se realizó una gira promocional por los quebrantos de salud cada vez más notorios de Freddie Mercury. Allmusic lo considera el mejor álbum de los años 80 de Queen, junto con The Game (1980).
Se lanzaron así mismo varios sencillos: I Want It All (la canción más exitosa del álbum), Breakthru, The Invisible Man, Scandal y The Miracle, con sus respectivos videos.

## Antecedentes
Desde A Kind of Magic (1986) Queen no había vuelto a grabar material nuevo, ya que cada miembro de la banda se dedicó a actividades propias e independientes, lo que llevó a la prensa a especular sobre su separación. 
En realidad, lo que sucedió fue que Freddie Mercury grabó el álbum Barcelona junto a la soprano española Montserrat Caballé e hizo varias presentaciones promocionales de temas del álbum, como la dupla ofreció en la ceremonia de cierre de los Olímpicos de Seúl de 1988. Esta presentación daba a entender que el tema homónimo del álbum sería tema de apertura de los siguientes Juegos Olímpicos, que se celebraron cuatro años después, en Barcelona, España. Sin embargo, Mercury murió meses antes de la ceremonia inaugural de los Olímpicos de 1992. Brian May, por su parte, colaboró con varios artistas; Roger Taylor grabó "Shove It", para su primer disco con su banda The Cross, y John Deacon se dedicó a su familia. 
Junto con las pocas apariciones públicas de Mercury después de 1988 y la canción Scandal, que The Miracle fuera el primer álbum de Queen sin una gira promocional dio vía libre a las especulaciones cada vez más fuertes sobre el diagnóstico positivo de sida de Freddie Mercury, que terminó siendo público tres años y algunos meses después, con la muerte del cantante al día siguiente.

## Contenido

### Portada
Como foto de cubierta del álbum se puede observar a todas las caras de los miembros de la banda superpuestas de tal manera que un rostro está mezclado con otro, en el orden en que aparece se ven los rostros de John Deacon, Roger Taylor, Freddie Mercury (ya sin su característico bigote) y Brian May. La fusión de las caras simbolizaba el sentimiento de unión de los integrantes de la banda, y representó una verdadera novedad para la época por las técnicas de fotografía por computadora disponibles en ése momento. 
La contraportada es un mosaico con los ojos de los cuatro integrantes. Tanto la portada como la contraportada fueron elaborados por la empresa de publicidad Quantel Paintbox y diseñada por Richard Gray.

### Canciones
El álbum inicia con el tema Party, que va conectado musicalmente con Khashoggi's Ship, segundo tema del álbum. Las canciones hablan sobre llevar una vida festiva y alegre. La primera canción aborda el tema de las fiestas que Queen solía hacer en sus etapas previas, donde todo estaba permitido y a donde acudían personas del jet set estadounidense y británico, como Rod Stewart y Elton John. Por su parte la segunda canción habla sobre la realización de una fiesta hipotética a bordo de la nave  Kingdom 5KR, que en ese momento se llamaba Nabila, y era de propiedad del multimillonario saudí Adnan Kashoggi.

## Promoción

### Sencillos
El álbum fue acompañado por 5 sencillos: I Want It All, lanzado el 2 de mayo de 1989 (casi un mes antes del lanzamiento del disco), Breakthru, lanzado el 19 de junio, The Invisible Man, el 9 de octubre, y The Miracle, lanzado el 27 de noviembre de 1989. Cada sencillo estuvo acompañado de su respectivo video.
I Want It All fue grabado a principios de 1989 y muestra a los miembros de la banda en un concierto improvisado interpretando la canción en una fábrica, con un interesante cambio de luces entre las escenas del video; como dato curioso fue la primera vez que Freddie Mercury apareció en un video con bárba en lugar de su característico mostacho de los años 80.
Breakthru fue el video más caro realizado jamás por Queen, y muestra a los miembros de la banda a bordo de un tren privado de vapor llamado The Miracle Express y donde aparece la modelo Debbie Leng, pareja sentimental de Taylor de la época; durante la filmación hubo algunos inconvenientes con la estabilidad de los miembros de la banda sobre el tren "a alta velocidad".
The Invisible Man muestra a Queen saliendo del videojuego de un muchacho, y versa sobre como el muchacho interactúa con los "personajes" del videojuego. Freddie Mercury calificó el video como uno de los más divertidos que jamás hizo. Además en la canción se oye a Mercury diciendo por primera vez en la carrera de Queen los nombres de los integrantes del grupo en el siguiente orden: El mismo, John Deacon, Brian May y Roger Taylor.
En el video de The Miracle muestra a 4 niños haciendo los papeles de los respectivos miembros de la banda: Un niño Ross McCall interpreta a Freddie a través de varias épocas: El leotardo de rombos a blanco y negro de sus primeros años, el traje de cuero negro de policía con mostacho y gafas oscuras de la época de The Game, el "look" del Live Aid de 1985, y una chaqueta amarilla con una camisa de Marilyn Monroe tipo Warhol y bigote, que correspondía al atuendo que Mercury usaba en el video. También los niños que interpretaban a los demás miembros de la banda compartían tipo de cabello y ropa con sus versiones adultas.
Por último, el video de Scandal muestra a Queen actuando en un escenario decorado al estilo de un periódico sensacionalista. De hecho al inicio del vídeo aparecen titulares de prensa con contenido amarillista, una pareja acosada por paparazzis, y un hombre leyendo algunos periódicos. El vídeo hacía alusión al sentimiento de acoso que sentían los miembros de la banda, en especial Freddie Mercury, quien era frecuentemente víctima de especulaciones sobre el deterioro de su salud.

## Reedición de 2022
En octubre de 2022, Queen anunció planes para una reedición del álbum el 18 de noviembre, con seis canciones inéditas, cuatro con Mercury como vocalista principal. Queen dijo que la colección de ocho discos contiene tomas alternativas, demostraciones y entrevistas de radio.
Como parte del anuncio, Queen lanzó la anterior canción no escuchada "Face It Alone". "Encontramos una pequeña joya de Freddie, de la que nos habíamos olvidado", dijo Taylor sobre la pista. "Es maravilloso, un verdadero descubrimiento. Es una pieza muy apasionada".
De la canción, May dijo:
"Estaba como escondido a plena vista. Lo miramos muchas veces y pensamos, oh no, realmente no podemos rescatar eso. Pero, de hecho, entramos allí de nuevo y nuestro maravilloso equipo de ingeniería fue: "Vale, podemos hacer esto y esto". Es como coser piezas juntas... pero es hermoso, es conmovedor".
Las otras canciones inéditas son "When Love Breaks Up" (Mercury), "You Know You Belong to Me" (May), "Dog with a Bone" (Taylor), "Water" (May) y "I Guess We're Falling Out" (Deacon).
Apareció en la lista oficial de álbumes del Reino Unido el 25 de noviembre de 2022 en el número 6.

## Lista de canciones
Todos los temas acreditados a Queen
| LP  |                       |                                         |          |  |
| N.º | Título                | Escritor(es)                            | Duración |  |
| 1.  | «Party»               | Brian May, Freddie Mercury, John Deacon | 2:27     |  |
| 2.  | «Khashoggi's Ship»    | Queen                                   | 2:51     |  |
| 3.  | «The Miracle»         | Freddie Mercury, John Deacon            | 5:05     |  |
| 4.  | «I Want It All»       | Brian May                               | 4:44     |  |
| 5.  | «The Invisible Man»   | Roger Taylor                            | 4:00     |  |
| 6.  | «Breakthru»           | Freddie Mercury, Roger Taylor           | 4:11     |  |
| 7.  | «Rain Must Fall»      | Freddie Mercury, John Deacon            | 4:26     |  |
| 8.  | «Scandal»             | Brian May                               | 4:45     |  |
| 9.  | «My Baby Does Me»     | Freddie Mercury, John Deacon            | 3:22     |  |
| 10. | «Was It All Worth It» | Freddie Mercury                         | 5:50     |  |

| Bonus Track (CD 1989) |                                   |              |          |  |
| N.º                   | Título                            | Escritor(es) | Duración |  |
| 11.                   | «Hang on in There»                | Queen        | 3:42     |  |
| 12.                   | «Chinese Torture»                 | Brian May    | 1:47     |  |
| 13.                   | «The Invisible Man (12" Version)» | Queen        | 5:30     |  |

| CANCIONES EXTRA |                                         |                      |          |  |
| N.º             | Título                                  | Escritor(es)         | Duración |  |
| 1.              | «Party (Instrumental)»                  | May, Mercury, Deacon | 1:26     |  |
| 2.              | «Khashoggi's Ship (Instrumental)»       | Queen                | 1:36     |  |
| 3.              | «I Want It All (Sencillo)»              | May                  | 4:05     |  |
| 4.              | «I Want It All (Instrumental)»          | May                  | 4:43     |  |
| 5.              | «The Invisible Man (Sencillo)»          | Taylor               | 4:00     |  |
| 6.              | «The Invisible Man (Versión extendida)» | Mercury, Taylor      | 5:27     |  |
| 7.              | «Hijack My Heart»                       | Taylor               | 4:05     |  |
| 8.              | «Breakthru (Versión extendida)»         | Mercury, Taylor      | 5:41     |  |
| 9.              | «Breakthru (Instrumental)»              | Mercury, Taylor      | 2:06     |  |
| 10.             | «Stealin'»                              | Mercury              | 3:54     |  |
| 11.             | «Scandal (Versión extendida)»           | May                  | 6:24     |  |
| 12.             | «Was It All Worth It (Instrumental)»    | Mercury              | 1:58     |  |